# Abermals krähte der Hahn
Abermals krähte der Hahn. Eine kritische Kirchengeschichte ist ein kirchengeschichtliches Werk des Autors Karlheinz Deschner. 

## Titel

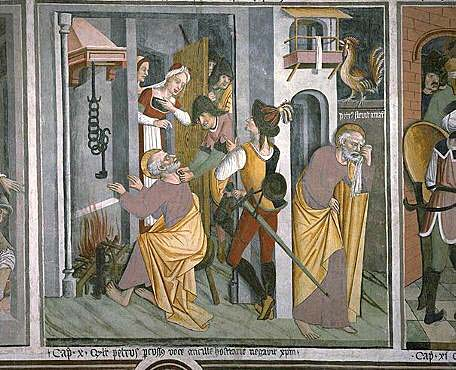
Mittelalterliche Darstellung der Verleugnung des Petrus

Der Titel des Buchs geht auf eine Stelle aus dem Markusevangelium zurück, in der Jesus zu Petrus sagt: „Wahrlich, ich sage dir: Heute, in dieser Nacht, ehe der Hahn zweimal kräht, wirst du mich dreimal verleugnen.“ (Mk 14,30 )
Weiter heißt es dann im griechischen Originaltext: Καὶ εὐθὺς ἐκ δευτέρου ἀλέκτωρ ἐφώνησεν. – Kai euthys ek deuterou alektōr ephonēsen. – „Und abermals krähte der Hahn.“ (Mk 14,72 )

## Inhalt
Das 1962 erschienene Werk, das sich kritisch mit dem Christentum auseinandersetzt, ist nach Darstellung des Autors „von einem Laien für Laien geschrieben“. Den inhaltlichen Schwerpunkt bildet die Darstellung der Entwicklung der antiken Kirche. Diese wird ergänzt durch kritische Betrachtungen zur Rolle vor allem der katholischen Kirche im Mittelalter und in der Neuzeit. Das Werk ist in vier Bücher unterteilt. Ein ausführlicher Anmerkungsteil ist beigefügt. Hier werden die Quellen zu mehr als 4000 Textstellen im Buch benannt, die Liste der benutzten Sekundärliteratur umfasst mehr als 700 Titel.

### Erstes Buch: Die Evangelien und ihr Umkreis
Nach Deschner steht hinter den Berichten der Evangelien die historische Person Jesus als eine charismatische, im Einklang mit seiner Lehre stehende Persönlichkeit, die sich aber weder selbst als Gottessohn sah noch von den Jüngern (zumindest vor der Kreuzigung) als Gottessohn gesehen wurde. Dieser historische Jesus war fälschlicherweise vom kurz bevorstehenden Ende der Welt und dem Beginn des „Reichs Gottes“ überzeugt. Seine Lehre sei keinesfalls neu und originell, sondern setzte sich aus Übernahmen aus dem Judentum bzw. der Jüdischen Religion, aus verschiedenen anderen antiken Religionen und Kulten (z. B. verschiedene Mysterienkulte, wie den Asklepios-, Herakles-, Dionysos-, Herakles-Kult) und dem Buddhismus sowie Zoroastrismus zusammen. Die Evangelien verändern nach Deschner dieses Bild von Jesus kontinuierlich und ergänzen es mit einer Vielzahl von Legenden und Mythen, die auch wieder aus verschiedenen älteren Religionen und Mythen stammen, also auch ursprünglich nicht auf den historischen Jesus verweisen. Dabei „vergotten“ sie Jesus in immer stärkerer Weise, angefangen vom frühen Markusevangelium über die später entstandenen Evangelien nach Lukas und Matthäus bis zum Johannesevangelium: Alle Geburts-, Wunder- und Auferstehungsgeschichten in den Evangelien sind nach Deschner spätere Erfindungen, die aus einer historischen Person einen Gott machen.
Einleitend weist Deschner darauf hin, dass kirchliche Kräfte über die Jahrhunderte ein Interesse daran gehabt hätten, dass die Laien vom Originaltext der Bibel ferngehalten würden und führt zwei Belege an.
Die Synode von Toulouse bestimmte im Jahr 1229:

„Die Laien dürfen die Bücher des Alten und Neuen Testaments nicht besitzen.“

In einem kirchlichen Gutachten unter Papst Julius III. (1550–1555) heißt es:

„Endlich ist unter allen Ratschlägen, die wir zur Zeit geben können, der wichtigste, mit allen Kräften dahin zu streben, daß niemand auch das geringste aus dem Evangelium vorzüglich in der Volkssprache zu lesen erlaubt ist und werde.“

### Zweites Buch: Paulus
In diesem Buch geht der Autor den Polarisationen in der christlichen Urgemeinde sowie dem tatsächlichen und dem vermeintlichen Wirken des Paulus nach. Das Urchristentum war danach beherrscht von dem Konflikt zwischen Anhängern, die sich weiter als Juden sahen und die mosaischen Gesetze achteten, und hellenistisch geprägten Christen, die die jüdischen Gesetze (insbesondere die Beschneidung) ablehnten. Paulus als Verfechter der hellenischen Seite stand dabei im scharfen Gegensatz zu Petrus und der traditionellen Jerusalemer Urgemeinde. Nach Deschner ist die Geschichte des Christentums also von Anfang an gezeichnet von Machtkämpfen, Intoleranz und Spaltungen. 
Paulus sei an der Persönlichkeit und der Lehre des historischen Jesus gar nicht interessiert gewesen. Stattdessen habe er das Christentum maßgeblich durch seine eigene Theologie geprägt, die durch die Übernahme von Elementen der griechischen Mythologie aus dem galiläischen Wanderprediger einen Gottessohn schuf, der für die Sünden der Menschen am Kreuz gestorben sei. Auch die Lehren von der Erbsünde und der Prädestination und die Ablösung des eschatologischen Glaubens an das nahe Weltende zugunsten einer jenseitigen Himmelreichs-Vorstellung gingen auf Paulus zurück und widersprächen der Lehre und den Vorstellungen des historischen Jesus. 
Zur Rolle der Frau und zu den Anfängen des Zölibates gibt es in diesem Abschnitt eigene Kapitel.

### Drittes Buch: Der Frühkatholizismus
Vom Autor werden die Gründe für die frühchristliche Expansion untersucht sowie die Einrichtung erster christlicher Ämter und die Anfänge des Papsttums. Der Entstehung des Heiligenkultes aus der Märtyrer-Verehrung im 3. Jahrhundert wird in diesem Abschnitt ebenso nachgegangen wie dem Marienkult.
Wesentliche Elemente des Katholizismus (Papsttum, Taufe, Abendmahl, Mönchstum, Heiligen- und Marienverehrung) gehen nach Deschner nicht auf die Lehre Jesu zurück und stehen im Widerspruch zu ihr. Die Geschichte der Christenverfolgung in den ersten Jahrhunderten sei von der Kirche mythologisiert und heroisiert worden: Das Ausmaß sei in der Realität weit geringer gewesen, es habe lange Zeiten der Duldung durch den römischen Staat ebenso gegeben wie viele Christen, die bei Gefahr schnell dem Glauben absprachen oder flohen. Viele Märtyrer und ihre Geschichten seien sogar nur eine Erfindung der Kirche.

### Viertes Buch: Die siegende Kirche
In diesem Buch wird die Auseinandersetzung der katholischen Kirche mit Juden, Heiden und Ketzern anhand zahlreicher historischer Belege dargestellt. Auch hier beschreibt Deschner Kirchengeschichte als eine Abfolge von Machtkämpfen, in der sich eine von verschiedenen Glaubensvorstellungen (der Katholizismus) durchgesetzt habe, der dann intolerant und meist mit brutaler Gewalt andere christliche Strömungen (z. B. den Arianismus) und andere Religionen bekämpft habe. 
Der Stellung der katholischen Kirche zum Krieg ist ein eigenes Kapitel gewidmet. Anhand zahlreicher Quellen wird die Rolle der katholischen und der evangelischen Kirche zur Zeit des italienischen, spanischen und deutschen Faschismus (Mussolini, Franco, Hitler) beleuchtet. Die Belege sprechen nach Deschner dafür, dass kirchliche Entscheidungsträger in vielen Fällen faschistische Verbrechen geduldet oder sogar unterstützt haben.

## Buchausgaben
- Abermals krähte der Hahn. Eine kritische Kirchengeschichte von den Anfängen bis zu Pius XII. Verlag H.E. Günther, Stuttgart 1962
- Abermals krähte der Hahn. Eine Demaskierung des Christentums von den Evangelisten bis zu den Faschisten. Rowohlt, Reinbek 1972, ISBN 3-499-16788-3
- Abermals krähte der Hahn. Eine kritische Kirchengeschichte von den Evangelisten bis zu den Faschisten. Econ-Verlag, Düsseldorf-Wien 1980, ISBN 3-430-12064-0
- Abermals krähte der Hahn. Eine kritische Kirchengeschichte. Econ-Verlag, Düsseldorf-Wien 1986, ISBN 3-430-12059-4
- Abermals krähte der Hahn. Moewig, Rastatt 1987, ISBN 3-8118-3266-2
- Abermals krähte der Hahn. Eine kritische Kirchengeschichte. Goldmann, München 1996, ISBN 3-442-72025-7
- Abermals krähte der Hahn. Eine kritische Kirchengeschichte. Edition Enfer, Lahnstein 2010, ISBN 978-3-941960-06-0
- Abermals krähte der Hahn. Eine kritische Kirchengeschichte von den Evangelisten bis zu den Faschisten. Alibri, Aschaffenburg 2015, ISBN 978-3-86569-188-0